# Gundam Build Fighters
Gundam Build Fighters (ガンダムビルドファイターズ, Gandamu Birudo Faitāzu) est une série télévisée d'animation japonaise du genre mecha appartenant à la franchise Gundam. Elle est réalisée par le studio Sunrise avec une réalisation de Kenji Nagasaki, un scénario de Yōsuke Kuroda et des compositions de Yuki Hayashi. Elle est diffusée entre octobre 2013 et mars 2014 sur TV Tokyo au Japon. Une suite nommée Gundam Build Fighters Try est diffusée entre octobre 2014 et mars 2015.

## Synopsis
L'histoire de Gundam Build Fighters se déroule après les années 1980.
Sei Iori est un collégien fan de Gunpla (litt. Gundam Plastic Model), des figurines de jeu Gundam très populaires. En effet, il est désormais possible de participer à des championnats de batailles Gunpla avec ces figurines. Il s'agit d'un divertissement très apprécié, notamment par les plus jeunes.
Un jour, Sei, inexpérimenté dans ces combats, croise la route de Reiji, un jeune étranger et reçoit part une gemme étrange de sa part. Peu de temps après, Reiji vint le porter secours dans ces soucis en lui prouvant qu'il est le joueur de Gunpla dont il a vraiment besoin et, tous les deux, participent ensemble au championnat mondial de batailles Gunpla résolus à battre des adversaires plus forts les uns que les autres.

## Personnages

### Personnages principaux
- Sei Iori (イオリ・セイ, Iori Sei?)
Gundam: 
* Star Build Strike (avec Reiji)
* Build Gundam MK-II
* Build Gundam Cosmos (fin)

C'est le personnage principal de la série. C'est un grand passionné des figurines Gundam, depuis sa plus tendre enfance, plaisir qu'il partage avec son père, Takeshi Iori, célèbre joueur de Bataille Gunpla. C'est un très doué constructeur de figurines, cependant il a encore des progrès à réaliser dans le pilotage du Gundam. Un jour, alors qu'il se pose des questions sur la manière dont il pourra participer au championnat mondial de Bataille Gunpla, il rencontre Reiji, un jeune garçon qui lui transmet une pierre nommée Arista capable d'exaucer un vœu. Depuis ce jour, Reiji change son quotidien, il décide de faire équipe avec lui pour participer au championnat et remporter la finale.
- Aria von Reiji Asuna (アリーア・フォン・レイジ・アスナ, Aria Fon Reiji Asuna?)
Gundam: 
* Star Build Strike (avec Sei)
* Beginning Gundam

Avec Sei Iori, ce sont les héros de la série. Il débarque sur Terre après s'être fait téléporté depuis Arian, son monde d'origine situé dans une autre dimension. Il est en réalité, le prince d'Arian. Il rencontre Sei, un matin, alors que ce dernier était en plein dans ses pensées, et lui confie une gemme particulière pour lui témoigner sa gratitude. Lors de leur seconde rencontre, Reiji se montre un très compétent pilote dans le jeu de Bataille Gunpla et donne un coup de main à Sei alors que ce dernier était en difficulté. Depuis ce jour, Reiji héberge chez Sei et pousse ce dernier à participer au championnat mondial de bataille Gunpla.
- Rinko Iori (イオリ・リン子, Iori Rinko?)
Gundam: Aucun

C'est la mère de Sei et l'épouse de Takeshi Iori, elle travaille dans le magasin de vente des figurines Gundam tenu par sa famille. Toutes les figurines qu'elle détient dans son magasin, sont les œuvres de son mari et de son fils. Très accueillante et charitable, elle encourage son fils pendant l'absence de son mari, à s'attacher au Gundam. Elle assiste au championnat mondial de Bataille Gunpla auquel participent Reiji et son fils.
- Takeshi Iori (イオリ・タケシ, Iori Takeshi?)
Gundam: ???

C'est un célèbre joueur de Gundam, c'est également le juge et l'arbitre international de Bataille Gunpla. Il parcourt le monde étant déguisé, en exerçant notamment le job d'un gérant d'un magasin de modélisme, et en faisant aussi de la publicité de Gunpla. Il est un grand fan de Gunpla, et garde toujours avec lui des pinces de reconstruction qu'il offre souvent aux fans de Gunpla. Il a une grande connaissance en ce qui concerne les Gunpla et leur utilisation. Il vient assister à la finale du championnat mondial de Bataille Gunpla pour voir son fils.
- Ral (ラル, Raru?)
Gundam: Gouf

Surnommé le Titan Bleu, c'est un adulte âgé de 35 ans, il est très respecté par Takeshi Iori, Chin An ainsi que Ricardo Fellini. Il apparait comme un régulier client du magasin tenu par la famille Iori. Maitre accompli dans le jeu de Bataille Gunpla, il remarque rapidement le potentiel caché de Reiji, et depuis l'annonce du championnat mondial de Bataille Gunpla, il veille sur Sei et contemple ses progrès.

### Personnages secondaires
- China Kosaka (コウサカ・チナ, Kousaka China?)
Gundam: Bearguy III

C'est la camarade de classe et la meilleure amie de Sei. Elle est très talentueuse, notamment dans l'art et la peinture. Elle n'hésite pas à faire son possible pour soutenir Sei dans tout ce qu'il fait et éprouve plus que de l'affection pour lui. Tout au long de la série, Sei s'adressait à elle en l'appelant "Déléguée". Sei l'aide à fabriquer son propre Gunpla à partir d'un ourson en peluche et participe à un petit tournoi de Bataille Gunpla féminin, et finit à la seconde place.
- Mao Yasaka (ヤサカ・マオ, Yasaka Mao?)
Gundam: 
 * Gundam X Maoh
* Crossbone Maoh (fin)

C'est un constructeur de Gundam et un rival de Sei, il est le disciple très dévoué de Chin'An de l'école de Gunpla Shingyo au Japon. Il participe au championnat mondial de Bataille Gunpla et désirait coûte que coûte, affronter Sei et Reiji, mais malheureusement pour lui, il n'a pas pu faire le poids face à eux, et fut éliminé. Il a un faible pour Misaki, une jeune fille qu'il a rencontré dans un ryokan.
- Tatsuya Yuuki (ユウキ・タツヤ, Yūki Tatsuya?)
Gundam: 
 * Kämpfer Amazing (avec Allan Adams)
* Exia Amazing (fin)

Il fréquente le même collège que Sei et fait partie du club de modelisme de figurines Gunpla. Il devient très rapidement un rival de Reiji et de Sei après les avoir vaincus dans un duel. Peu de temps avant le début du championnat de Bataille Gunpla, il change d'identité, prend le nom de 3e Maître Kagawachi pour une raison discrète et travaille pour une organisation, la PPSE mais son désir d'affronter Reiji et Sei en finale persiste toujours. En réalité, il commença à aimer le Gunpla grâce à Takeshi Iori et souhaite répandre la joie et le plaisir de participer à Bataille Gunpla, mais il était obligé de se déguiser en Maître Kawaguchi pour une autre raison. Malheureusement, plus tard arrivé en finale, il fut placé sous le contrôle d'un Embody, perd la raison et est forcé de vaincre Reiji, mais la détermination de Sei et Reiji prend le dessus et il perd le combat.
- Nils Nielsen (ニルス・ニールセン, Nirusu Nīruson?)
Gundam: Sengoku Astray Gundam

Surnommé le Génie Précoce, il participe au championnat mondial de Bataille Gunpla en tant qu'originaire des États-Unis. C'est un expert en scientifique et il mène beaucoup de recherches notamment sur la connaissance du secret des Particules Plavsky, qui servent dans les jeux de Gunpla. Il affronte Reiji et Sei aux huitièmes de finale, et perd contre eux.
- Ricardo Fellini (リカルド・フェリーニ, Rikado Ferini?)
Gundam: 
 * Wing Gundam Fenice
 * Gundam Fenice Rinascita (fin)

C'est un champion du monde de Bataille Gunpla tout droit venu d'Italie. S'étant surnommé lui-même "Le dandy d'Italie", il est prêt à tout pour draguer une fille. Finalement, c'est l'idole Kirara qui semble vraiment l'intéresser. Il réussit à arriver aux quarts de finale en même temps que Sei et Reiji, et perd face à Aila Jyrkiäinen alors qu'il était prêt à s'auto-détruire juste pour s'arracher une victoire mais, le bon raisonnement l'a touché et il abandonne. Il aide très souvent Reiji et Sei dans certains de leurs combats en groupes.
- Aila Jyrkiäinen (アイラ・ユルキアイネン, Aira Yurukiaina?)
Gundam: 
 * Qubeley Papillon (avec Nine Barthes de la Team Genesis)
* Command Gundam
* Miss Sazabi (fin)

Elle est originaire de Finlande et participe au championnat mondial de Bataille Gunpla ayant lieu au Japon. Elle a été engagée par l'institut Flana l'obligeant à participer au championnat et finir vainqueur bien qu'elle soit réticente à l'idée d'y jouer. Elle n'éprouvait que du dégoût en jouant à Bataille Gunpla mais sa première rencontre hasardeuse avec Reiji va changer sa façon de voir les choses. C'est une pilote qui n'a pratiquement aucune expérience en termes de fabrication de Gunpla mais a un potentiel de pilotage étonnant, elle a notamment la capacité de sentir les Particules Plavsky dans la zone virtuelle du jeu Gunpla et peut ainsi anticiper les mouvements de ses adversaires, ce qui a permis à l'institut Flana de l'utiliser afin d'arriver à leurs fins. A force de suivre Reiji partout, elle finit par nouer une relation de rivalité avec ce dernier et finit par éprouver des sentiments pour lui. Enfant, elle était orpheline et n'avait que très peu d'amis. Arrivée au Japon, elle finit par apprécier le jeu Gunpla lorsqu'elle se rebelle contre le Président de la Team Nemesis et eut un petit face-à-face contre Reiji qui se termine par sa défaite. Peu de temps après, elle vient habiter chez Sei et prit le temps de construire son propre Gundam afin d'avoir une revanche sur Reiji.
Plus tard, lorsque le cristal qui renfermait les Particules Plavsky fut détruit, elle suit Reiji qui disparut de la Terre, pour Arian grâce à l'Arista que lui avait donné Sei.

### Autres personnages
- Caroline Yajima (ヤジマ・キャロライン, Yajima Kyarorain?)
Gundam: Knight Gundam

C'est la future héritière de l'entreprise Yajima Trading Inc., une entreprise qui sponsorise Nils Nielsen. Elle prend très au sérieux la rivalité qu'elle noue avec China Kousaka, et cherche à la devancer dans tous les domaines: Bataille Gunpla, le dessin et l'amour. Elle semble intéressée par Nils Nielsen et le suit presque partout, cherchant à devenir sa fiancée. C'est même lui qui l'a aidée à construire son Knight Gundam. Elle a un look très particulière, elle porte une tenue française très originale avec un fouet à la hanche.
- Susumu Sazaki (サザキ・ススム, Sazaki Susumu?)
Gundam: Gyan Vulcano

C'est le tout premier rival de Sei. Il est fasciné par ces constructions de figurines et cherche à tout prix à piloter les figurines de Sei, mais Sei trouvait son style de combat très violent et donc non amusant et pas convaincant, c'est pour cela qu'il n'a jamais céder malgré ses brillantes aptitudes au jeu. Il souhaite défier Sei à nouveau.
- Mihoshi (ミホシ?) alias Kirara (ミホシ?)
Gundam: Gerbera Tetra

Se surnommant Kiraran, c'est une idole de Gunpla. Elle souhaite la gloire et la réalisation de son rêve, devenir une star. Elle semble un peu intéressée par le jeu de Bataille Gunpla et souhaite devenir célèbre grâce à ce jeu. Elle noue une romance avec Fellini, qui semblait au début un peu tiré par les cheveux, mais finit par devenir un truc sérieux.

## Production
La production de Gundam Build Fighters est annoncée en juillet 2013. La série est produite au sein du studio Sunrise avec une réalisation de Kenji Nagasaki, un scénario de Yōsuke Kuroda et des compositions de Yuki Hayashi. La série est diffusée initialement sur TV Tokyo du 7 octobre 2013 au 31 mars 2014.

### Musique
La musique de la série est composée par Yūki Hayashi. 

#### Génériques
Génériques de début
"Nibun no Ichi" (ニブンノイチ) par Back-On (épisodes 2 à 13)
"wimp" par Back-On featuring Lil' Fang (de FAKY) (épisodes 14 à 24)
Génériques de fin
"Imagination > Reality" par AiRI (en) (épisodes 2 à 13)
"Han Pan Spirit" (半パン魂（スピリット）, Han Pan Supiritto) par Hyadain (épisodes 14 à 25)